# Borș
Borș is een dorp en gemeente in het noordwesten van Roemenië, in het district Bihor, aan de Hongaarse grens.
Het dorp ligt 15 km van de stad Oradea af. Grensovergang Borș-Biharkeresztes is de op een na meest gebruikte grensovergang tussen Hongarije en Roemenië. Ondanks het geen snelweg is, zijn er drie rijstroken aan elke kant bij de grensovergang. Vooral belangrijk is deze grensovergang voor lijn Oradea-Szolnok-Boedapest. De Europese weg 60 verbindt Borș niet alleen met Hongarije, maar ook met Oradea. De gemeente Borș heeft 3946 inwoners en dit zijn voor meer dan 85% Hongaren (zie: Hongaarse minderheid in Roemenië).

## Dorpen en hun bevolkingssamenstelling
De gemeente bestaat uit de volgende dorpen:
- Borș (Bors) 1306 inwoners, 1103 Hongaren
- Santăul Mare (Nagyszántó) 369 inwoners, 291 Hongaren
- Santăul Mic (Kisszántó) 537 inwoners, 464 Hongaren
- Sântion (Biharszentjános) 1734 inwoners, 1531 Hongaren

Tussen 2002 en 2011 is het aantal Roemenen verdubbeld in de gemeente (van circa 200 naar ruim 400 personen). Dit is vooral vanwege de suburbanisatie vanuit de nabijgelegen stad Oradea/Nagyvárad.